# سیسر تن کاته
سیسر تن کاته (هلندی: Caesar ten Cate; ۲۰ اوت ۱۸۹۰ – ۹ ژوئن ۱۹۷۲) بازیکن فوتبال اهل هلند بود.
وی همچنین در تیم ملی فوتبال هلند بازی کرده‌است.